# Yushi Nagashima
Yushi Nagashima (永島 悠史 Nagashima Yūshi?, Seika, Kioto, 12 de julio de 1996) es un exfutbolista japonés que jugaba como centrocampista.

## Trayectoria

### Clubes
| Club              | País  | Año       |
| ----------------- | ----- | --------- |
| Kyoto Sanga F. C. | Japón | 2015-2018 |
| FC Gifu (cedido)  | Japón | 2017-2018 |
| FC Gifu           | Japón | 2018-2020 |
| Gainare Tottori   | Japón | 2021-2022 |